# Национальная комиссия по народонаселению Индии
Национальная комиссия по народонаселению Индии является государственным агентством индийского правительства.
Национальная комиссия по народонаселению Индии возглавляется премьер-министром и заместителем председателя плановой комиссии в качестве заместителя председателя. Главные министры всех штатов, министры связанных центральных министерств, секретари заинтересованных ведомств, видные врачи, демографы и представители гражданского общества являются членами комиссии.

## Мандат
Комиссия уполномочена:
- анализировать, контролировать и давать указания по реализации национальной политики в области народонаселения с целью достижения целей, поставленных в демографической политике
- стимулировать взаимодействие между медицинскими программами, образовательными программами, программами защиты окружающей среды и программами развития, с тем чтобы ускорить стабилизацию численности населения
- содействовать межрегиональной секторальной координации в планировании и реализации программ по различным секторам